# Tauchmedizin

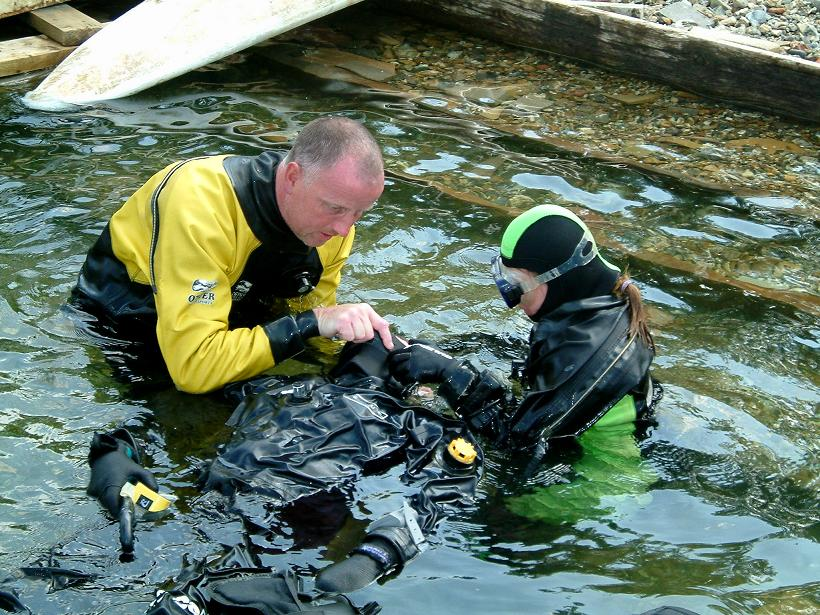
Behandlung eines verunfallten Tauchers im Flachwasser mittels künstlicher Beatmung

Die Tauchmedizin ist ein Teilgebiet der Arbeitsmedizin und der Sportmedizin und ein zentraler Teil der Tauchausbildung. Sie befasst sich mit der medizinischen Forschung zu Fragen des Tauchens, der Vorbeugung und Behandlung von Tauchunfällen sowie der Tauchtauglichkeit. Dies beinhaltet die Wirkung von Gasen unter erhöhtem Druck auf den menschlichen Körper, die Erkennung und Behandlung von Verletzungen oder Vergiftungen, die sich im Wasser oder beim Ein- oder Ausstieg ereignen, sowie die Zusammenhänge zwischen der gesundheitlichen Verfassung eines Tauchers und seiner Sicherheit. Daneben gibt es eine relevante psychologische Seite der Tauchmedizin. Bei Tauchunfällen können häufig mehrere Traumata gleichzeitig auftreten und sich gegenseitig beeinflussen.

## Überdruckmedizin
Hauptgebiet der Tauchmedizin ist die Überdruckmedizin, auch Hyperbarmedizin genannt. Sie befasst sich mit den Folgen der Veränderung der physikalischen Gegebenheiten, denen ein Taucher unter Wasser ausgesetzt ist. Die Dekompressionskrankheit und das Barotrauma sind die häufigsten Traumata bei verunfallten Tauchern.

### Dekompressionskrankheit

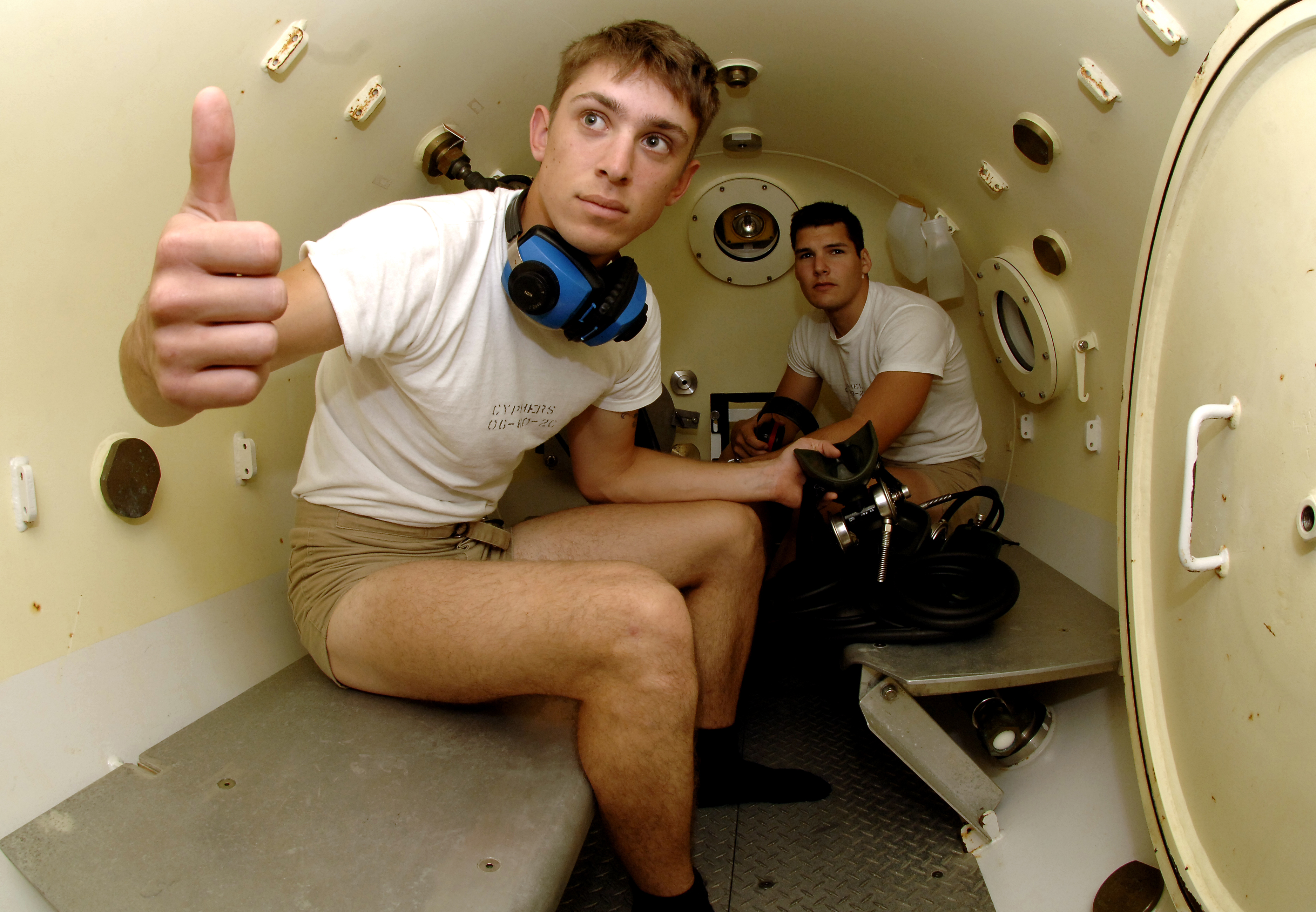
Dekompressionskammer von innen

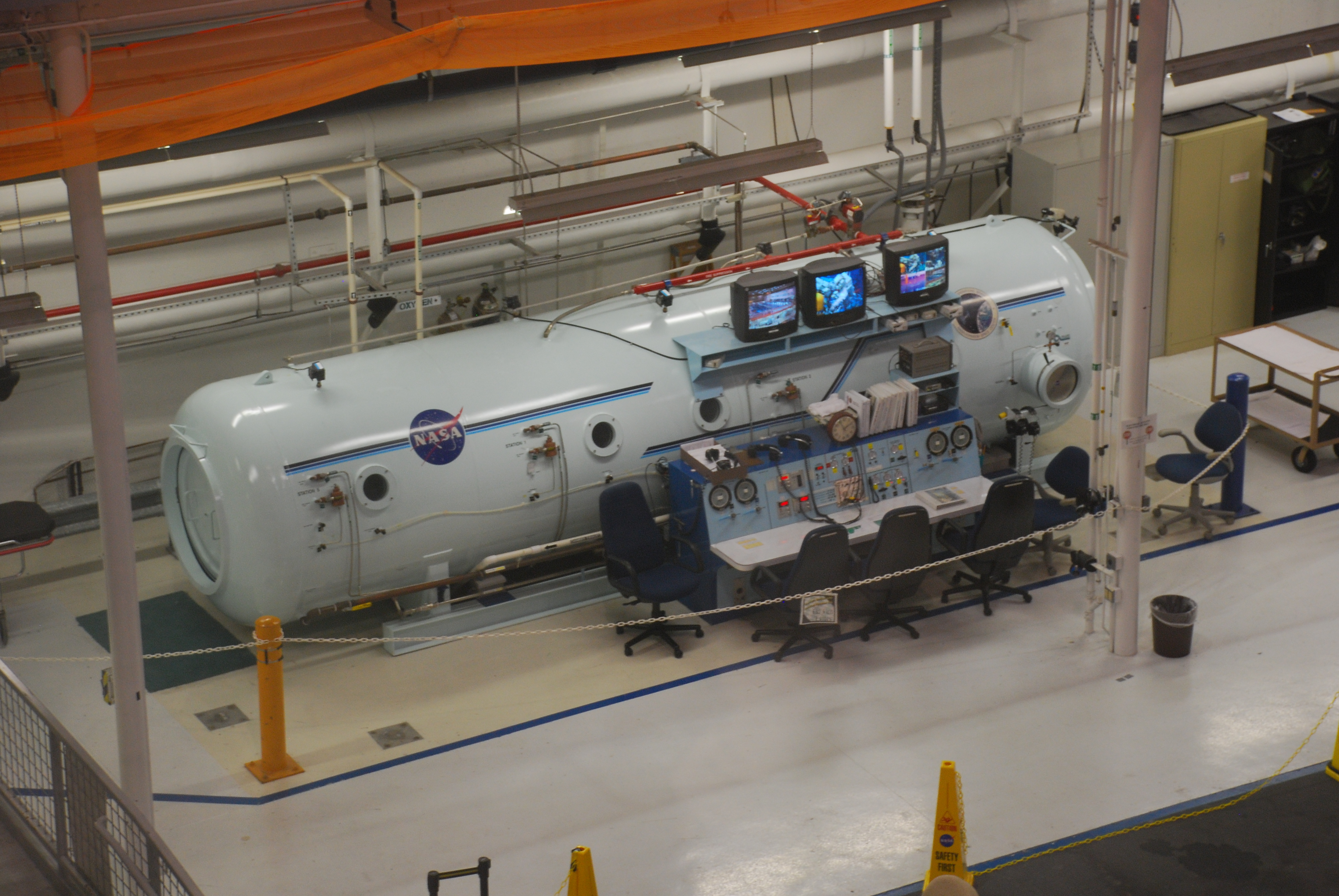
Dekompressionskammer von außen

Durch den erhöhten Umgebungsdruck gehen größere Mengen der im Atemgas enthaltenen Inertgase im Körper in Lösung als bei Normaldruck; Inertgase sind hier – je nach Atemgas – Stickstoff, Helium, Neon oder Argon. Beim Auftauchen vermindert sich der Druck und es kommt zu einer Dekompression; geschieht dies zu schnell, perlen die Gase im Körper aus. Die dadurch entstehenden Geweberisse und Gasembolien führen zur Dekompressionskrankheit (abgekürzt DCS). Die Symptome reichen von harmlosen Beschwerden wie Juckreiz der Haut (Taucherflöhe) über Bewusstseinsstörungen und Lähmungen bis zum Tode. Auch chronische Schäden bei Berufstauchern sind möglich. Therapiert wird zunächst mit der möglichst schnellen Gabe von reinem Sauerstoff. Wenn nötig, wird der Patient in einer Dekompressionskammer dem ursprünglichen, höheren Druck ausgesetzt. Der Druck wird dann langsam vermindert, so dass die in Lösung gegangenen Gase über die Lunge abgeatmet werden können.

### Toxische Wirkungen von Atemgasen
Unter erhöhtem Druck verändert sich die biologische Wirkung der Gase der natürlichen Atemluft. Stickstoff entwickelt eine narkotische Wirkung und kann den sogenannten Tiefenrausch verursachen. Sauerstoff wird in hohen Konzentrationen und unter hohem Druck giftig und kann bei Tauchgängen vor allem zentralnervöse Symptome wie Tunnelblick, Ohrgeräusche, Übelkeit, Schwindel, Erbrechen, Persönlichkeitsveränderungen, Erregung, Angst, Verwirrtheit und Krämpfe auslösen; dies wird als Sauerstoffvergiftung bezeichnet. Entsprechend befasst sich die Tauchmedizin auch mit Gasgemischen für den Einsatz in unterschiedlichen Tiefen und für die unterschiedliche Dauer der Tauchgänge bis hin zu einer Dauerversorgung von Unterwasserhäusern mit Atemgasgemischen, die Anteile des rasch diffundierenden Heliums oder andere Edelgase wie Argon als Stickstoffersatz enthalten.

### Barotrauma

Querschnitt durch das Ohr

Schematische Abbildung eines Barotraumas der Zähne (Barodontalgie)

Der Druck in den luftgefüllten Körperhöhlen, vorwiegend den Lungen, dem Mittelohr, den Nasennebenhöhlen und den Stirnhöhlen, muss sich beim Tauchen den veränderten Druckverhältnissen der Umgebung anpassen; dies wird im Gesetz von Boyle-Mariotte beschrieben.
Beim Abtauchen steigt durch Kompression der Druck im Mittelohr. Kann sich dieser Druck nicht über die Ohrtrompete anpassen und kein Druckausgleich hergestellt werden, so wölbt sich das Trommelfell einwärts. Es kann dabei einbluten oder auch einreißen. Durch die Druckminderung beim Auftauchen dehnt sich die Luft aus. Kann der Druck aus der Lunge – etwa wegen eines Stimmlippenkrampfes oder Luftanhaltens beim Aufstieg – nicht entweichen, kann es zu einem Einriss der Lunge mit nachfolgender Luftembolie kommen, was tödlich enden kann. Neben den physiologisch luftgefüllten Höhlen des Körpers können beispielsweise auch Lufteinschlüsse unter Zahnfüllungen oder in kariösen Zähnen Beschwerden bereiten. Seltener ist ein Barotrauma der Haut, das zum Beispiel durch die Naht eines Trockentauchanzugs entstehen kann, die vom Umgebungsdruck lange eine Stelle komprimiert. Die Behandlung von Barotraumata ist vielfältig: Sie reicht von der einfachen Verordnung von Tauchverboten über die medikamentöse Behandlung oder das Austauschen von Zahnfüllungen bis zu aufwändigen operativen Eingriffen im Schädel- oder Thoraxbereich. Als sinnvolle Notfallmaßnahme bei Barotraumata der Lunge wird empfohlen, reinen Sauerstoff zur Atmung zu geben.

## Sonstige medizinische Aspekte
Neben den direkt durch das Tauchen gegebenen spezifischen Problemen fallen noch andere Notfälle und medizinische Probleme in den Bereich der Tauchmedizin. Sie können sich je nach dem Ort und der Klimazone unterscheiden.

### Wärmehaushalt
Ein weiteres wichtiges Arbeits- und Forschungsgebiet der Tauchmedizin befasst sich mit dem Wärmehaushalt, der Thermoregulation von Tauchern. Der menschliche Körper erzeugt durch Stoffwechsel, Hirnfunktion und Muskelarbeit Wärme als Beiprodukt. Um die Körpertemperatur, insbesondere im Kern über längere Zeit in einem passenden Bereich zu halten, müssen Wärmeerzeugung und Wärmeabfuhr einigermaßen im Gleichgewicht stehen.
Ist am Taucher anliegendes Wasser kälter als seine komfortable Hauttemperatur fließt wesentlich mehr Wärme ab, als an gleich kühler Luft, da Wasser eine vielfach höhere Wärmeleitfähigkeit und spezifische Wärmekapazität (und Dichte) aufweist.
Ein zusätzlicher wesentlicher Wärmeabfluss erfolgt durch das Aufbringen von Verdampfungswärme zum Verdunsten von Wasser in Lunge und Atemwegen. Damit von Atemluft (oder Atemgas) auch bei 200 oder 300 bar Fülldruck und kühler Lagertemperatur kein Stahl oder Alu korrosionsförderndes Flüssigwasser kondensiert, ist Flaschenluft weitgehend wasserdampffrei. In der Lunge wird die Luft bei Körperinnentemperatur intensiv befeuchtet und beim Ausatmen danach im Mund nur gering abgekühlt. Ausatemluft ist daher wasserdampfgesättigt, bei z. B. 36 °C enthält sie etwa 0,10 bar Wasserdampf-Partialdruck – unabhängig vom Gesamtdruck.
Ein wärmeisolierender Tauchanzug reduziert den Abfluss von Körperwärme an das umgebende Wasser. Ob Luftblasen in Neoprenschaum oder Luft in der Unterziehkleidung eines Trockentauchanzugs, in beiden Fällen wird mit größerer Tauchtiefe also Gesamtdruck die Bekleidung komprimiert, also dünner, und weniger gut isolierend.
Die Wärmeleitfähigkeit von Gasen nimmt mit ihrer Dichte zu. In der Tiefe atmet der Taucher komprimierte, also dichtere Luft, die in der Lunge erwärmt wird. Deshalb verliert er allein durch das Atmen mehr Wärme als über den Kontakt mit dem Umgebungswasser. Zusätzlich ist die eingeatmete Luft trocken und kalt, wegen der kurz zuvor erfolgten Druckentlastung bei der Entnahme aus der unter hohem Druck stehenden Flasche; die ausgeatmete Luft ist immer mit Wasserdampf gesättigt und hat eine Temperatur von 37 °C. Dieser Effekt wird durch keine der üblichen Ausrüstungen von Sporttauchern ausgeglichen. Mögliche Folgen sind, selbst in tropischen Gewässern, Krämpfe in den Gliedern und Unterkühlung (Hypothermie).

### Vergiftungen

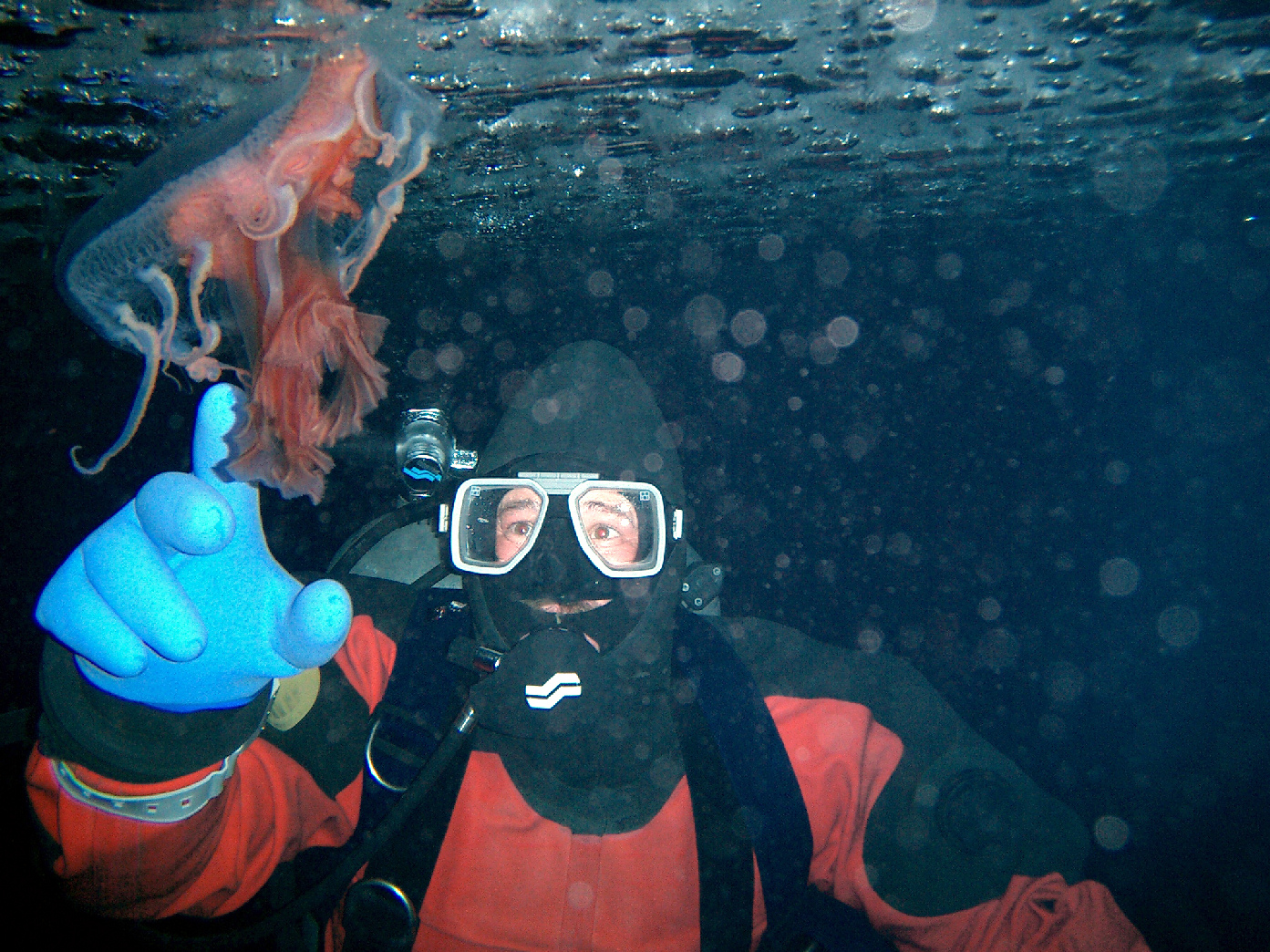
In seinem Anzug ist dieser Taucher vor Quallenstichen sicher

Vergiftungen durch Nesseltiere, Seesterne, Seeigel, Kraken, giftige Fische oder Amphibien kommen vorwiegend in warmen Gewässern vor. Meist handelt es sich hierbei um Nervengifte, die abhängig vom Tier nur schmerzhaft oder auch tödlich sein können. Nur bei einigen Arten sind wirksame Gegengifte bekannt; manche Gifte sind sehr schnell wirksam, weshalb z. B. bei einer Vergiftung mit einer größeren Menge Nesselgift der Würfelqualle Chironex fleckeri nur sehr geringe Überlebenschancen bestehen.
Häufiger ist allerdings eine Anaphylaxie auf ein marines Toxin Ursache für eine Lebensgefährdung von Tauchern als die eigentliche Giftwirkung.

### Essoufflement
Ein Taucher muss sich mehr anstrengen, um sich ausreichend mit Sauerstoff zu versorgen, abhängig von der Tauchtiefe und nicht selten wegen eines engen Tauchanzugs. Der Atemwiderstand erhöht sich wegen des erhöhten Umgebungsdrucks in größeren Tauchtiefen. Dies führt zu einer Ermüdung der Atemmuskulatur und die Atmung wird flacher. Der Körper reagiert darauf mit einer erhöhten Atemfrequenz und der Taucher verfällt in eine Tachypnoe. Durch die zunehmende Atemfrequenz bei einer gleichzeitig flacher werdenden Atmung kann Kohlendioxid (CO2) nicht mehr vollständig ausgeatmet werden. Es entwickelt sich schleichend ein Essoufflement, welches letztlich in eine Kohlenstoffdioxidvergiftung führt und schwerwiegende Störungen bis hin zur Bewusstlosigkeit münden kann. Eine kurze Rast und bewusstes ruhiges Atmen bringen meist die Symptome eines Essoufflements zu verschwinden.

### Psychologie beim Tauchen
Taucher sind im Wasser vielen Umwelteinflüssen ausgesetzt, die auch eine psychische Wirkung haben können. Durch beschränkte Sichtweite, niedrige Temperaturen, Strömung, bedrohlich empfundene Wassertiere oder nach Tauchunfällen kann ein Taucher psychische Probleme bekommen. Vielfach macht sich ein verunfallter Taucher oder sein Buddy Vorwürfe, da er anders gehandelt hat, als er es gelernt hat. Oft spielt auch unterdrückte Angst eine Rolle, die so stark werden kann, dass körperliche Symptome auftreten, derentwegen ein Tauchmediziner aufgesucht wird. In solchen Fällen ist der Tauchmediziner gefordert, dies zu erkennen und, wenn nötig, die Zusammenarbeit mit einem Psychologen zu veranlassen. Muss ein Tauchmediziner einem Taucher aus medizinischen Gründen empfehlen, den Tauchsport aufzugeben, so können starke Emotionen oder auch das totale Ignorieren der Empfehlung die Folge sein, da nicht wenige Taucher zahlreiche Erinnerungen, Träume oder sogar einen ganzen Lebensentwurf mit dem Tauchsport verbinden.

### Geschlechtsspezifisches
Während der Menstruation kann gemäß den allgemeinen Empfehlungen problemlos getaucht werden, sofern sich die Frau nicht stark körperlich geschwächt fühlt. In einer Studie der U.S. Air Force in einer Dekompressionskammer wurde eine 4,3 mal höhere Gefährdung für eine Dekompressionskrankheit (DCS) während der Menstruation festgestellt. Bisher konnten diese Resultate jedoch bei Tauchern nicht reproduziert werden. Entgegen anders lautenden Gerüchten, gibt es auch keine wissenschaftlichen Belege dafür, dass Frauen während der Menstruation Haie oder andere potenziell gefährliche Meereslebewesen anlocken würden. Es scheint im Gegenteil sogar so zu sein, dass das Scheidensekret Haie vertreibt. Eine Gefahr beim Tauchen während der Menstruation stellt das Eindringen von kleinen Mengen eingesandeten Meerwassers und damit Krankheitserregern in die Scheide dar, welche eine Scheidenentzündung verursachen können. Ein handelsüblicher Tampon verhindert das Eindringen solcher Keime meist wirksam.
Es wird empfohlen, während einer Schwangerschaft auf das Tauchen zu verzichten. Es gibt keine wissenschaftliche Sicherheit darüber, dass der erhöhte Umgebungsdruck beim Tauchen für ein ungeborenes Kind ungefährlich ist.

### Weitere Probleme
Da beim Tauchen immer die Gefahr besteht, Wasser zu schlucken, sollte sich ein Tauchmediziner auch mit Krankheiten auskennen, die durch verunreinigtes Wasser entstehen. Zum Beispiel kann mit Kolibakterien belastetes Wasser schwerwiegende Erkrankungen hervorrufen.
Weiterhin ist in tropischen Klimazonen die Gefahr einer Wundinfektion auch bei kleinen Verletzungen erhöht sowie generell ein Infektionsrisiko mit Tropenkrankheiten und die Gefahr eines Befalls mit Parasiten des Menschen gegeben.

## Tauchtauglichkeit
Die körperliche Gesundheit ist eine wichtige Voraussetzung für das Tauchen. Deshalb verlangen viele Tauchschulen und Verbände eine Tauchtauglichkeitsuntersuchung, bevor sie einen Sporttaucher zu einem Tauchkurs zulassen. Nicht selten wird auch auf Tauchbooten und Tauchbasen eine Tauchtauglichkeitsuntersuchung verlangt, die nicht älter als zwei bis drei Jahre sein sollte und ab dem 40. oder unter dem 18. Lebensjahr jährlich durchgeführt werden sollte. Für professionelle Taucher ist die Tauchtauglichkeitsuntersuchung gesetzlich geregelt und muss jährlich erfolgen. Auch nach einem Tauchunfall sollte die Tauchtauglichkeit von einem Tauchmediziner erneut beurteilt werden.
Die Tauchtauglichkeitsuntersuchung dient der Prävention von Tauchunfällen und sollte im Eigeninteresse eines jeden Tauchers liegen. Durch die Untersuchung hat der Arzt die Möglichkeit, einem Taucher klarzumachen, wo seine Einschränkungen liegen oder dass das Tauchen für ihn ein zu großes Risiko darstellt. Der Taucharzt klärt dabei im Gespräch oder durch einen Fragebogen die folgenden Punkte:
- Ist der Patient rein körperlich fähig, weitere Strecken zu schwimmen?
- Kann der Patient angemessen und klar mit Mitmenschen kommunizieren?
- Weist er den nötigen Grad an mentaler Reife und Eigenverantwortung auf?
- Gibt es Gründe, warum eine plötzliche Bewusstseinstrübung oder Orientierungsstörung zu erwarten ist?
- Gibt es Gründe, dass plötzliche Panik entstehen könnte?
- Gibt es körperliche Ursachen, die ein Barotrauma begünstigen könnten?
- Könnten Suchtmittel eine Beeinträchtigung der Tauchtauglichkeit darstellen?[21]
- Hat der Patient eine Krankheit oder Veranlagung, die durch das Tauchen verschlimmert werden können?

Der Arzt untersucht bei der Tauchtauglichkeitsuntersuchung neben dem Allgemeinzustand im Wesentlichen folgende Bereiche:
- Herz (Blutdruck, Puls, Auskultation)
- Lunge (Auskultation, Lungenfunktionsuntersuchung)
- Ohren und Nebenhöhlen
- Leistungsfähigkeit (Ruhe-/Belastungs-EKG)
- Bei stark übergewichtigen Personen können weitere Untersuchungen hinzukommen, da starkes Übergewicht die Tauchtauglichkeit einschränken kann.
- Abhängig vom Alter, dem Gesamtzustand und den Untersuchungsbefunden können weitere, spezielle Untersuchungen wie Röntgenuntersuchung des Brustkorbs (Thorax), Ergometrie oder Laboruntersuchungen (Blutbild, Serum-Untersuchung, Blutsenkungsreaktion BSG, Urinuntersuchung) notwendig werden.[23]

## Ausbildung
Die Richtlinien zur Führung der Zusatzbezeichnung Tauchmediziner, zur Aus- und Weiterbildung und zur Tauchtauglichkeitsuntersuchung werden in Deutschland durch die Gesellschaft für Tauch- und Überdruckmedizin (GTÜM) herausgegeben. In der Schweiz ist die Schweizerische Gesellschaft für Unterwasser- und Hyperbarmedizin (SUHMS) zuständig, in Österreich die Österreichische Gesellschaft für Tauch- und Hyperbarmedizin (ÖGTH). Eine Ausbildung zum Tauchmediziner obliegt in den USA dem National Board of Diving and Hyperbaric Medical Technology (NBDHMT).
Weltweiter Dachverband der Tauchmedizin ist die Undersea and Hyperbaric Medical Society (UHMS).